# 덴포정 (1897년)
덴포정(일본어: 天保町)은 일본 오사카부 니시나리군에 설치되었던 정이다. 현재의 오사카시 미나토구에 해당한다.